# پی‌یر نورا
پی‌یر نورا (فرانسوی: Pierre Nora‎؛ زادهٔ ۱۷ نوامبر ۱۹۳۱) تاریخ‌نگار اهل فرانسه بود.
او در ۷ ژوئن ۲۰۰۱ به عنوان عضو فرهنگستان فرانسه انتخاب شد.
وی همچنین برندهٔ جوایزی همچون لژیون دونور (افسر بزرگ) شده است.